# Museo Cajal
El Museo Cajal es un futuro museo nacional español, dependiente del Ministerio de Ciencia, Innovación y Universidades a través del Consejo Superior de Investigaciones Científicas, que tendrá como objetivos preservar los bienes pertenecientes al Legado Cajal, actuales y los que se puedan incorporar en el futuro a sus colecciones, así como difundir el legado de Santiago Ramón y Cajal y su Escuela.
El Museo Cajal tendrá su sede en la ciudad de Madrid.

## Historia
El Museo Cajal se creó a raíz de los problemas de espacio del Instituto Cajal, que se trasladará próximamente a una nueva sede en Alcalá de Henares. Ante este hecho, el Gobierno anunció su intención de hacer un museo propio. Así, entre una cosa y la otra, el Legado Cajal se depositó en el Museo Nacional de Ciencias Naturales, donde aun se conserva.
Este nuevo museo tiene su antecedente en el Museo Cajal que existió en el Instituto Cajal entre 1945 y 1989, pero que acabó perdiendo importancia tras los diferentes cambios de sede del organismo.
En el año 2024, el Gobierno de España tomo dos decisiones con el objeto de proteger y promocionar este legado, así como la memoria del científico. Por una parte, en abril declaró Bien de Interés Cultural el Legado Cajal y, por otra, el Consejo de Ministros, en su reunión del 25 de junio de 2024, aprobó la creación del nuevo museo nacional, aun sin fecha de apertura.
En julio de 2025, el Ministerio de Ciencia anunció su intención de utilizar parte de la Antigua Facultad de Medicina de San Carlos como sede del nuevo museo, una idea que ya había sido propuesta en la década de 1970.

## Legado Cajal
Se conoce como «Legado Cajal» al conjunto de bienes documentales, bibliográficos, científicos, técnicos, fotográficos y otros de carácter personal que pertenecieron a Santiago Ramón y Cajal y que este legó al Instituto Cajal en su testamento, fechado en 1931. Asimismo, también incluye bienes derivados de la actividad científica de sus discípulos, englobados en la Escuela de Histología Española. Según el último inventario, realizado en 2008, el Legado Cajal se cuentificó en 28 222 bienes.